# Бруклендс (Нью-Плимут)
У этого топонима есть и другие значения, см. Бруклендс.
Бру́клендс (англ. Brooklands) — пригород Нью-Плимута, в регионе Таранаки на западе Северного острова Новой Зеландии. Он расположен на южной окраине города, к востоку от Фогельтауна. Район назван в честь фермы Бруклендс, основанной в 1842 году.

## Описание
Большая часть территории Бруклендса является парковой зоной: Бруклендс-парк примыкает к ипподрому Нью-Плимута и парку Пукекура. В 1957 году естественный амфитеатр и озеро были превращены в «Чашу Бруклендса», признанную одной из лучших концертных площадок Новой Зеландии под открытым небом. В Чаше выступают многие международные исполнители, она является местом проведения новозеландской версии фестиваля WOMAD.
В 1904 году в поместье Бруклендс было перенесено бывшее здание колониальной больницы, построенное в 1847 году. Это здание, названное «Фронтоны» (англ. The Gables), является старейшим сохранившимся зданием больницы в Новой Зеландии. В настоящее время в нём расположена галерея Общества искусств Таранаки.
В парке есть детский зоопарк, открытый в 1965 году, и находящийся под управлением районного совета. 
В Бруклендсе находится единственный в мире музей игры в боулз. Он был основан в 1980 году и насчитывает более 8000 экспонатов.
В Бруклендсе находится также главная распределительная подстанция Нью-Плимута.

## История
Капитан Генри Кинг основал ферму Бруклендс в 1842 году в качестве образцовой фермы для новозеландской компании, которая занималась строительством поселения в Нью-Плимуте. Фермерский дом был уничтожен пожаром в 1861 году в конце Первой таранакской войны, но его дымоход до сих пор стоит в парке Бруклендс.
Между 1875 и 1880 годами была предпринята попытка разбить виноградник в части долины ручья Пукекура, но она оказалась неудачной. Участок площадью 53 акра (21,5 га) стал собственностью известного бизнесмена из Таранаки — Ньютона Кинга, и в первом десятилетии XX-го века здесь был построен особняк Бруклендс. Кинг, умерший в 1927 году, завещал 10 000 фунтов стерлингов совету парков и заповедников Нью-Плимута. Однако из-за нескольких неудачных деловых предприятий перед его смертью деньги оказались недоступны, и в 1934 году попечители его поместья передали участок в дар району Нью-Плимут. Применения дому не было найдено, и он был снесён в 1936 году. В 1950-х годах пригород расширился к югу и достиг своих нынешних границ.

## Образование
- Школа Святого Пия X — начальная школа с совместным обучением (1–6 классы), которую посещало 170 учащихся в 2021 году. Школа Святого Пия X — государственная интегрированная католическая школа. Её социально-экономический дециль[англ.] — 8[6].
- Средняя школа Хайлендс (англ. Highlands Intermediate School) — средняя школа с совместным обучением (классы 7–8), которую посещало 684 учащихся. Она имеет дециль 7 и была основана в 1955 году. В школе есть хоккейная площадка. Униформа состоит из рубашки-поло, толстовки. Для девочек на выбор — кюлоты или юбка, а мальчики носят шорты[7].

## Галерея

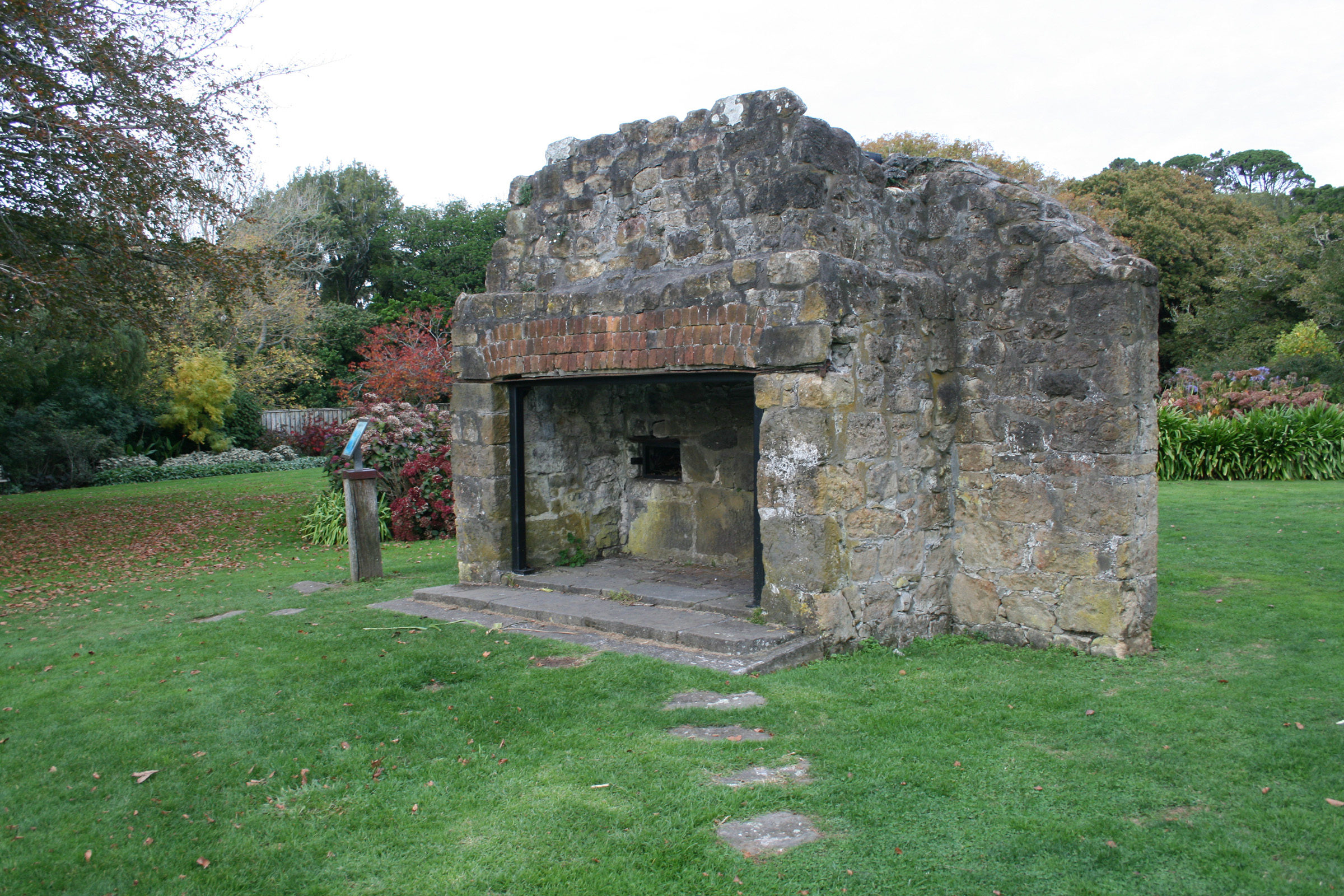
Дымоход фермерского дома Генри Кинга, 1842 год.
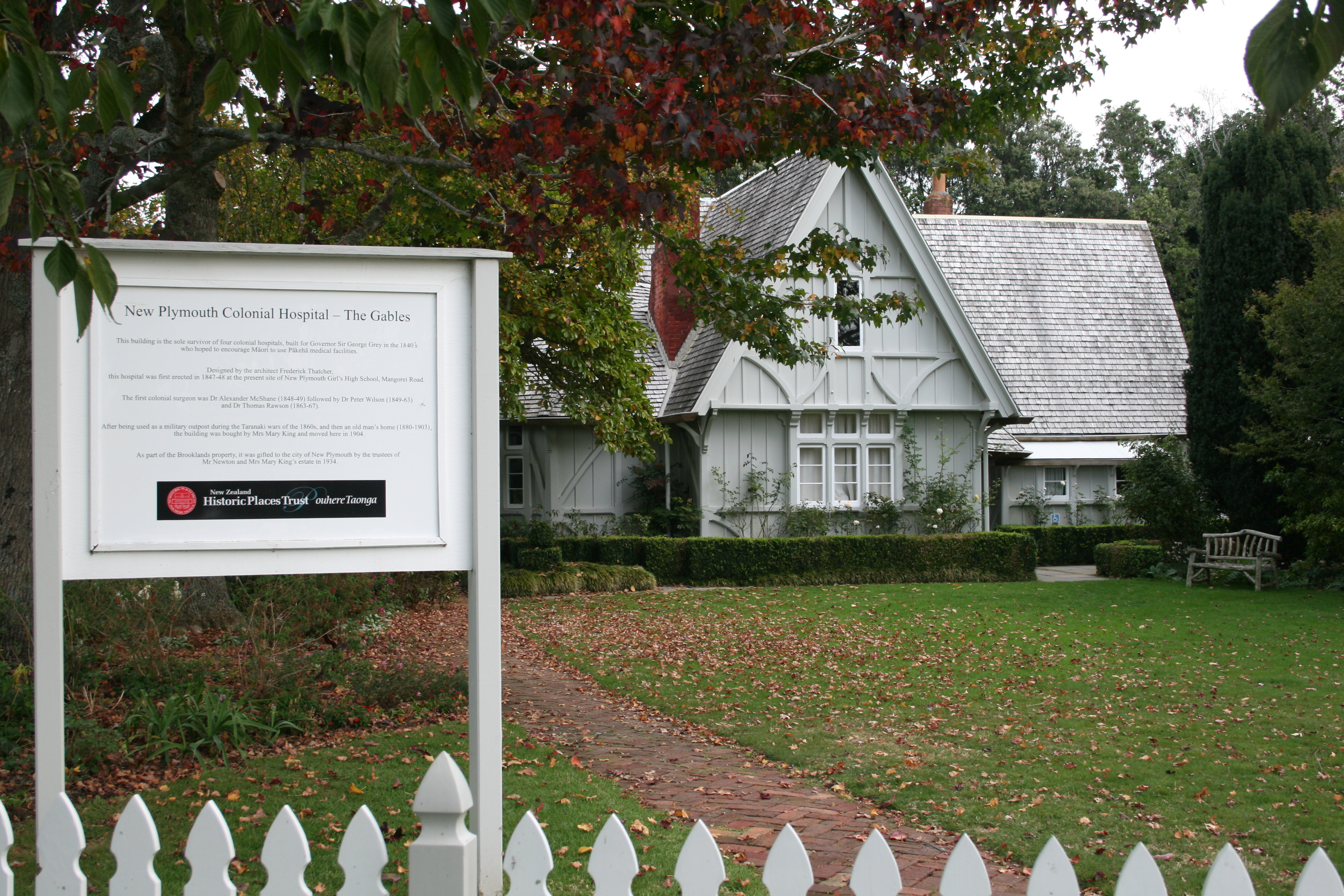
«Фронтоны»
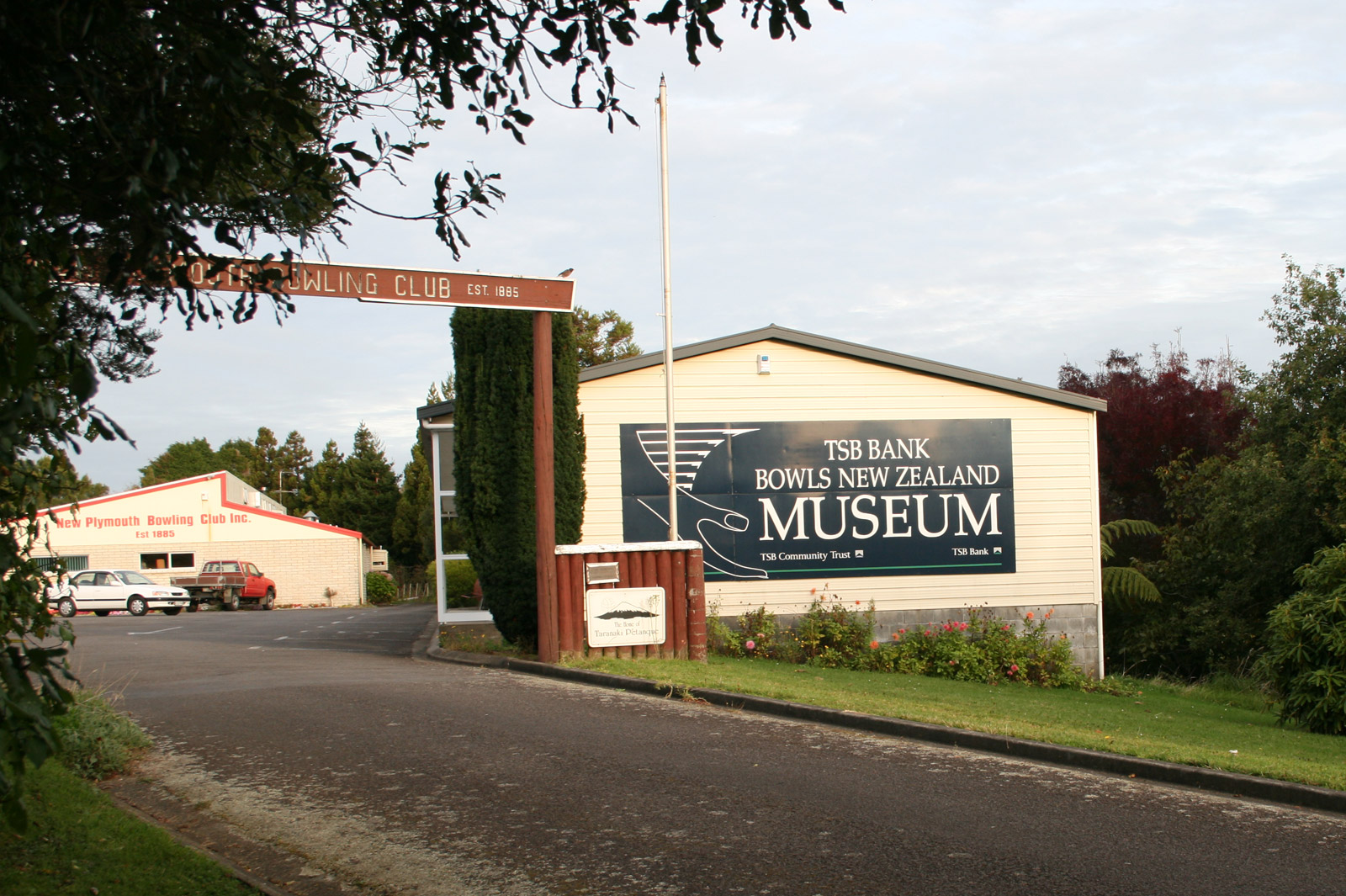
Музей игры в боулз расположен в боулинг-клубе Нью-Плимута